# أنور أحمد طاهر
أنور أحمد طاهر محسن (ولد في 19 سبتمبر 1997 في المنامة، البحرين) لاعب كرة قدم بحريني يجيد اللعب في مركز حارس المرمى. يلعب حاليا لصالح الشباب البحريني منذ 2022.